# Chomatomediocris
Chomatomediocris es un género de foraminífero bentónico de la subfamilia Pseudostaffellinae, de la familia Ozawainellidae, de la superfamilia Fusulinoidea, del suborden Fusulinina y del orden Fusulinida. Su especie tipo es Mediocris (Chomatomediocris) brevisculiformis. Su rango cronoestratigráfico abarca el Viseense medio y superior (Carbonífero inferior).

## Discusión
Clasificaciones más recientes incluyen Chomatomediocris en la superfamilia Ozawainelloidea, y en la subclase Fusulinana de la clase Fusulinata. Clasificaciones más recientes incluyen Chomatomediocris en la familia Pseudostaffellidae. Chomatomediocris fue propuesto como un subgénero de Mediocris, es decir, Mediocris (Chomatomediocris).

## Clasificación
Chomatomediocris incluye a las siguientes especies:
- Chomatomediocris brevisculiformis †
- Chomatomediocris orbiculata †
  - Chomatomediocris orbiculata carbonica †
- Chomatomediocris paramediocris †